# Abellio
.

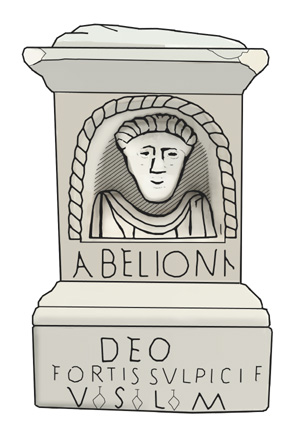
Gallo-Roman ołtarz wotywny, poświęcony Bogu Abellio, znaleziony w miejscowości Garin (Górna Garonna), Francja. Obecnie w Musée Saint-Raymond, Tuluza

Abellio (Abellion, Abelio, Abellios) – bóg w mitologii celtyckiej, czczony w Dolinie Garonny. Zapiski mówią, że był bogiem jabłoni.